# Доречно-векторна машина
У математиці, доре́чно-ве́кторна маши́на (ДВМ, англ. Relevance Vector Machine, RVM) — це методика машинного навчання, яка використовує баєсове висновування для отримання ощадливих розв'язків для регресії та ймовірнісної класифікації. ДВМ має однаковий функційний вигляд з опорно-векторною машиною, але забезпечує ймовірнісну класифікацію.
Вона фактично рівнозначна моделі ґаусового процесу з функцією коваріації
{\displaystyle k(\mathbf {x} ,\mathbf {x'} )=\sum _{j=1}^{N}{\frac {1}{\alpha _{j}}}\varphi (\mathbf {x} ,\mathbf {x} _{j})\varphi (\mathbf {x} ',\mathbf {x} _{j})}
де {\displaystyle \varphi } є ядровою функцією (зазвичай ґаусовою), {\displaystyle \alpha _{j}} є дисперсіями апріорних значень елементів вектора вагових коефіцієнтів {\displaystyle w\sim N(0,\alpha ^{-1}I)}, а {\displaystyle \mathbf {x} _{1},\ldots ,\mathbf {x} _{N}} є вхідними векторами тренувального набору.
У порівнянні з опорно-векторними машинами (ОВМ, англ. support vector machines, SVM), баєсове формулювання ДВМ уникає набору вільних параметрів, як в ОВМ (які зазвичай вимагають післяоптимізацій на основі перехресної перевірки). Проте ДВМ використовують метод навчання, подібний до очікування-максимізації, і відтак схильні до ризику локальних мінімумів. Це відрізняється від стандартних алгоритмів на основі послідовної мінімальної оптимізації (ПМО), що використовують ОВМ, які гарантують знаходження глобального оптимуму (для опуклої задачі).
Доречно-векторну машину запатентовано у США компанією Microsoft.

## Програмне забезпечення
- dlib [Архівовано 17 вересня 2020 у Wayback Machine.], бібліотека для C++
- The Kernel-Machine Library [Архівовано 13 серпня 2020 у Wayback Machine.], бібліотека для C++
- rvmbinary [Архівовано 18 березня 2017 у Wayback Machine.], пакет R для бінарної класифікації
- scikit-rvm [Архівовано 11 червня 2018 у Wayback Machine.]
- fast-scikit-rvm [Архівовано 1 березня 2017 у Wayback Machine.], rvm tutorial [Архівовано 18 грудня 2020 у Wayback Machine.]